# Jorge Konder Bornhausen
Pour les articles homonymes, voir Bornhausen.
Jorge Konder Bornhausen, né à Rio de Janeiro, le 1er octobre 1937, est un avocat et un homme politique brésilien.

## Biographie
Jorge Konder Bornhausen fut gouverneur de l'État de Santa Catarina de 1979 à 1982.
Il démissionna de son poste avant la fin de son mandat pour se présenter aux élections sénatoriales en 1982 où il fut élu. Il fut donc également sénateur de cet État de 1983 à 1991, à nouveau élu de 1999 à 2007. Il assuma enfin la présidence du parti des Démocrates au niveau national.
Jorge Bornhausen fut bénéficié[pas clair] politiquement par ses pairs lorsqu'il était membre de l'ARENA, parti qui a soutenu directement la dictature militaire de 1964. Il soutient la candidate du PSB (Partido Socialista Brasileiro), Marina Silva pour la présidentielle de 2014.
Sur la photo ci-droite, Bornhausen apparaît avec Beto Albuquerque, une entre les grandes fortunes du Brésil, il est directeur président de l'entreprise Natura et candidat à vice président de Marina Silva.